# Arfara
Arfara  (in greco Αρφαρά?) è un ex comune della Grecia nella periferia del Peloponneso di 3212 abitanti secondo i dati del censimento 2001.
È stato soppresso a seguito della riforma amministrativa detta Programma Callicrate in vigore dal gennaio 2011 ed è ora compreso nel comune di Calamata.

## Località
Arfara è divisa nelle seguenti comunità (i nomi dei villaggi tra parentesi):
- Agios Floros (Agios Floros, Christofilaiika)
- Agrilos
- Arfara (Arfara, Agios Konstantinos, Ano Arfara)
- Pidima
- Platy
- Stamatino (Stamatino, Pelekiti)
- Velanidia
- Vromovrisi (Vromovrisi, Ano Vromovrisi, Dremi, Krasopoula)